# Jules Verne
|  | Aquest article tracta sobre l'autor de ciència-ficció francès Jules Verne. Vegeu-ne altres significats a «Jules Verne ATV». |

Jules Verne   (Nantes, 8 de febrer de 1828 - Amiens, 24 de març de 1905), de nom complet Jules Gabriels Verne, va ser un escriptor francès conegut especialment per novel·les en què apareixen molts temes de ciència-ficció i un nombre considerable d'invents tècnics. Una de les seves idees era la «novel·la de la física futura»: escriure aventures basades en els invents i avenços científics i tècnics.
És el segon autor més traduït de tots els temps, després d'Agatha Christie.
Juntament amb H. G. Wells, és considerat un dels pares de la ciència-ficció Durant molts anys, va viure a la ciutat d'Amiens, a la casa que, avui dia, és un museu en honor seu.

## Biografia

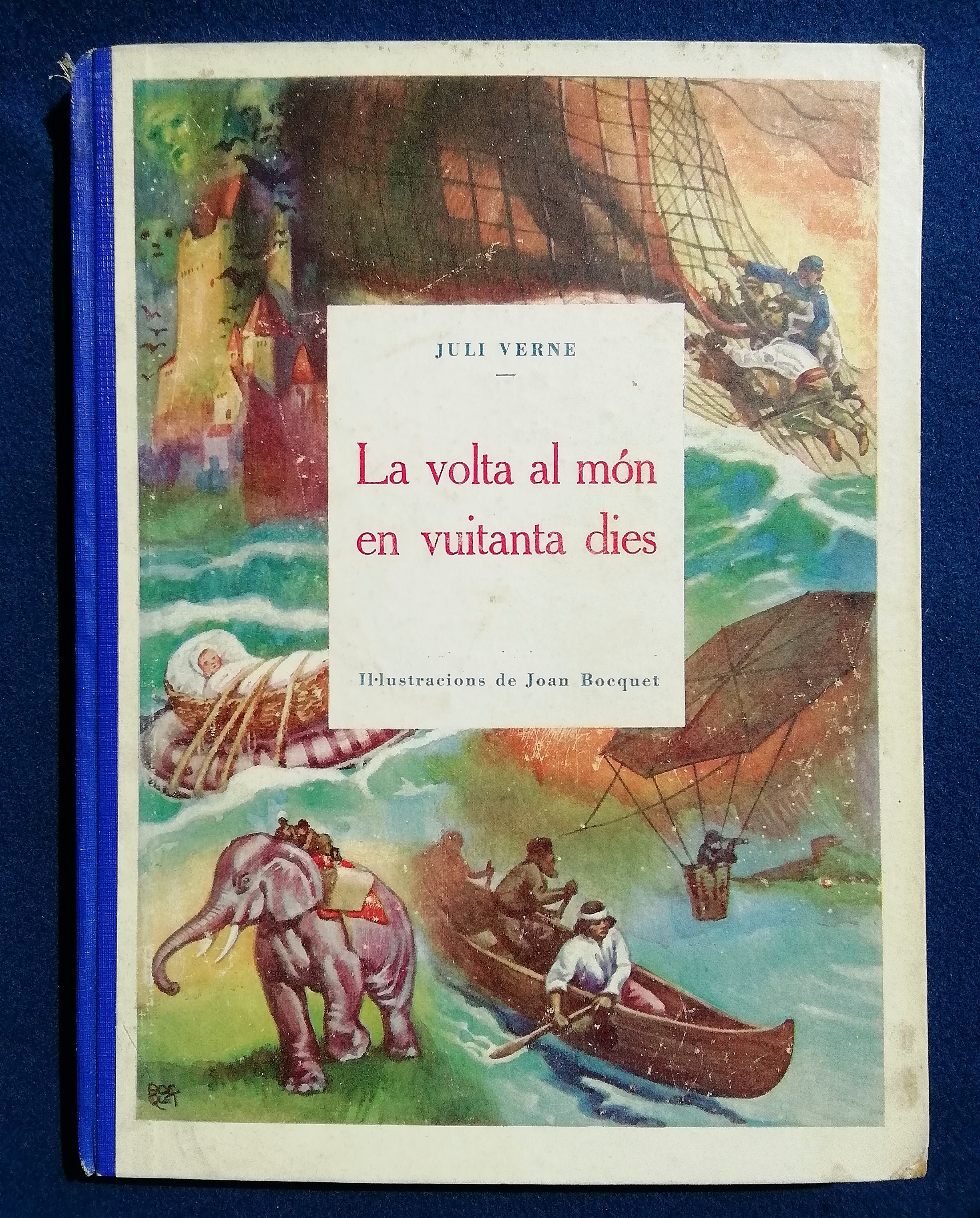
La volta al món en vuitanta dies, de Jules Verne, traducció catalana publicada l'any 1927 a Barcelona.

Va néixer el 8 de febrer del 1828. Un cop acabats els estudis de Dret, que va fer a París, Jules Verne entrà a treballar a la Borsa; però, fos perquè aquesta ocupació no era del seu gust, com perquè se sentia atret per la literatura, intentà abordar el teatre, ja que aquest gènere li semblava més fàcil i de major rendiment. El seu pare, advocat de força reputació, li brindava una vida agradable i un esdevenidor assegurat si es decidia a exercir la professió, però el jove Verne només volia ser literat, sense importar-li les penalitats que per aquest motiu hagués de passar.
Vers l'any 1848, escriu la comèdia Les pailles rompues, representada al Gimnàs[a quin Gimnàs?] i, més tard, Onze jours de siège. També, sota el guiatge de Jaume Aragó col·laborava en Le Musée des Familles publicant els viatges fantàstics, que eren ja com una iniciació al gènere que tanta fama hauria de donar-li. Per aquell temps, ja tenia escrita la novel·la Cinc setmanes en globus, que cap editor es decidia a acceptar-li. L'editor Pierre-Jules Hetzel, també distingit escriptor, veié al moment l'atractiu d'aquella obra i la seva novetat, i va signar un contracte amb l'autor, que ja havia fet els trenta-quatre anys. Hetzel no tan sols no s'havia equivocat, sinó que l'èxit de les obres de Verne superà els càlculs més optimistes.
La publicació de Cinq semaines en ballon, en el Magazin d'Education, fou un autèntic esdeveniment i el seu autor assolí de cop la celebritat, fet que l'animà a continuar pel mateix camí, publicant successivament Les aventures du capitain Hatteras, Le voyage au centre de la terre, De la terre à la lune, etc., que feren de Jules Verne l'escriptor més popular d'Europa, ja que les seves obres no tardaren a ser traduïdes a molts idiomes. I això malgrat l'oposició de savis i de literats, perquè per als primers les seves obres eren només fantasies i vulgaritzacions a l'abast de qualsevulla persona mitjanament il·lustrada, i els segons li negaven fins a les més elementals qualitats.
La generació següent ja jutjà Verne d'una altra manera, i a principi del segle xx, malgrat l'evolució dels costums i dels gustos literaris, Verne era un dels escriptors més llegits i encara, avui en dia, es fa difícil no trobar algun jove que no hagi llegit alguna obra de Verne.

Un científic, George Claude, va dir parlant de Verne:
| « | Jules Verne fou quelcom més que l'entretenidor de la joventut que alguns s'obstinen a veure únicament en ell. Les seves prodigioses anticipacions són les que engendraren en mi l'ambició de posar al servei de la generalitat alguns dels recursos innombrables que ens ofereix la natura i de què som únicament humils meteurs en scène. Si Vint mil llegües de viatge submarí no ha estat per a Paul Boucherot i per a mi l'inspirador directe, en el problema de l'energia del mar, que és actualment l'objecte dels nostres treballs, ¿podré dir de la mateixa manera que l'entusiasme del capità Nemo per l'immens i misteriós mar no ha guiat les nostres passes inconscientment vers ell?. Si, com m'autoritzen a pensar nombroses converses, puc jutjar per mi mateix altres inventors i investigadors, no hi ha dubte que cal incloure l'autor dels Viatges extraordinaris entre els més potents obrers de l'evolució cientificoindustrial, que constituirà una de les característiques de la nostra època. | » |

A més, i això explica també l'èxit de les obres de Verne, tots els seus personatges són nobles, intrèpids i simpàtics, sense caure en les exageracions de les pel·lícules. Fins i tot, el savi distret i feréstegament egoista que apareix en no poques de les seves produccions té el do d'interessar en les seves extravagàncies i de no fer-se antipàtic. El fons d'humanitat que transcendeix en tots ells; l'amor als altres i el menyspreu de la pròpia vida; la trama sempre interessant i moltes vegades dramàtica de la narració conduïda amb gran habilitat, estil lleuger i amè, diàleg viu i enginyós, la part principal del qual corre sempre a càrrec d'un francès decidit i graciós, normalment pertanyent a les classes populars, són els principals elements que es poden dir «literaris», emprats per Jules Verne.
Per altra banda, molts dels invents de la primera meitat del segle xx foren previstos per ell i alguns fins i tot descrits amb exactitud, sense comptar que va saber inculcar a la joventut l'amor al bé i a la ciència. El 9 de maig del 1909, s'inaugurà a Amiens un monument a la memòria del novel·lista amb fons recollits per subscripció pública, bona part de la qual fou aportada pels escolars francesos. El 1928, se celebrà el centenari del seu naixement i com a homenatge a l'autor de tants viatges fantàstics, el diari Politiken de Copenhaguen organitzà un concurs entre els boy-scouts danesos per elegir-ne un que realitzés un viatge amb un itinerari semblant al de La volta al món en vuitanta dies. Hi resultà afavorit Paul Huld, un noi de quinze anys, que portà a terme en quaranta-tres dies la gesta que costà vuitanta dies a Phileas Fogg.
Dos anys abans de morir, Verne va acceptar la presidència del grup d'esperanto d'Amiens i es va comprometre a escriure un llibre en què aquest idioma jugués un paper important. El llibre en qüestió, La impressionant aventura de la missió Barsac, no va poder ser acabat per ell i quan es va publicar, s'hi havia eliminat tota referència a l'esperanto.
Jules Verne va morir el 24 de març del 1905, als 77 anys.

## Prediccions
Les obres de Verne s'han caracteritzat per ser anticipacions sorprenentment semblants dels temps moderns. París al segle xx n'és un exemple: en l'obra, s'hi descriuen l'aire condicionat, els automòbils, Internet, la televisió i altres invents molt similars als que existeixen en l'actualitat.
Un altre exemple n'és el De la Terra a la Lluna, que és increïblement semblant al Programa Apollo, ja que tres astronautes són llançats a l'espai des de la península de Florida i recuperats mitjançant l'aterratge. En el llibre, la nau espacial és llançada des de Tampa, Florida, que es troba a uns 200 km de cap Canaveral, des d'on es van enlairar els coets del Programa Apollo.
També va descriure amb exactitud invents que encara no existien, com ara l'helicòpter, i territoris i regions de la Terra que encara no havien estat explorats, com els pols.

### Viatges Extraordinaris

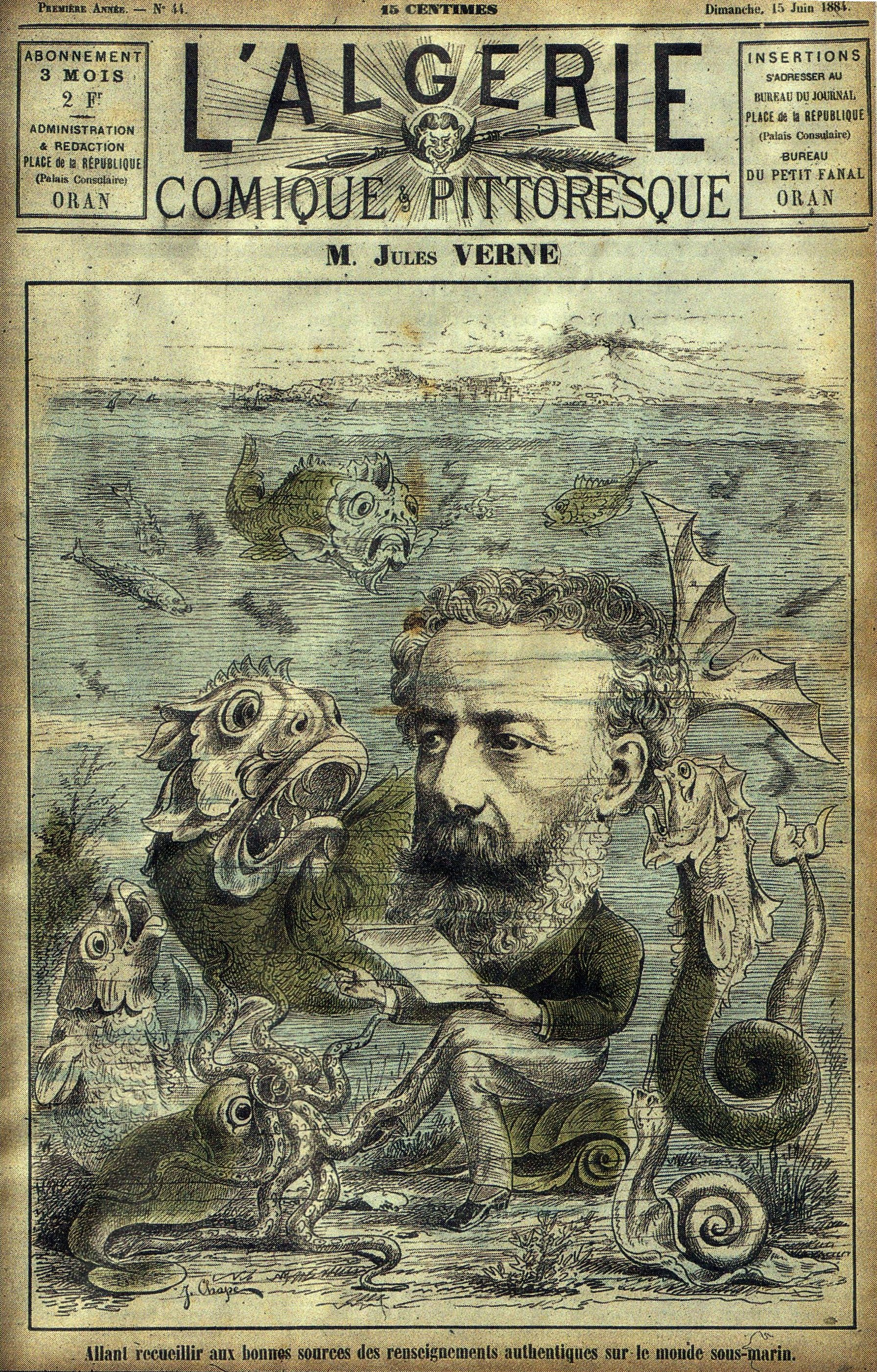
Jules Verne amb criatures de les seves novel·les

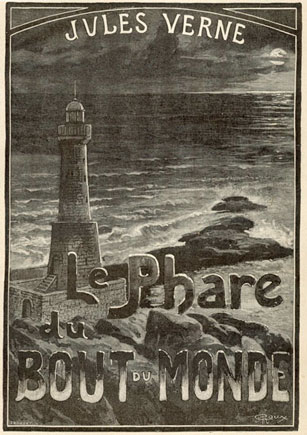
El far de la fi del món és considerada una de les millors novel·les de l'etapa literària de Jules Verne.

L'any 1859, Jules Verne viatja a Anglaterra i Escòcia. Durant el viatge, pren notes i quan torna, escriu les seves impressions sobre paper. Aquest escrit, titulat Voyage en Angleterre et en Écosse, és el primer que proposa a l'editor Pierre-Jules Hetzel, que era l'editor de Balzac, George Sand, Victor Hugo i altres autors coneguts, però Hetzel refusa l'obra. L'any 1861, Jules Verne li sotmet el manuscrit Un voyage en l'air. Hetzel, que des de feia molt de temps havia intentat fundar una revista familiar de qualitat en la qual es combinés ficció d'entreteniment i educació científica, es va adonar que Verne encaixava amb el perfil d'aquesta revista, ja que demostrava una inclinació escrupolosa per a les històries d'aventura amb base científica. Per això va acceptar el manuscrit i li va suggerir algunes propostes de millora que consistien a afegir més detalls científics i així aconseguir una literatura que digulgués la ciència. Jules Verne torna poques setmanes més tard amb la versió final que s'acabarà convertint en la seva novel·la Cinq semaines en ballon (Cinc setmanes en globus). Aquest llibre es publica el 31 de gener del 1863 i experimenta un èxit immens, fins i tot fora de les fronteres franceses. La primera tirada és de 2.000 exemplars i mentre l'autor serà viu, se'n vendran 76.000. L'any següent signa un contracte amb Pierre-Jules Hetzel en el qual es compromet a proporcionar dos volums per any durant vint anys. L'any 1865, un nou contracte el compromet a entregar tres volums per any. Jules Verne es compromet a proporcionar novel·les especialment a la revista per a joves Magazin d'éducation et de récréation. De fet, hi treballarà durant quaranta anys gràcies als seus Viatges extraordinaris, formats per seixanta-dues novel·les i divuit narracions breus i signarà sis contractes consecutius amb el seu editor.
Enmig d'aquest èxit, Jules Verne proposa al seu editor una història que havia escrit pocs anys abans, cap al 1860, Paris au XXème siècle (París al segle XX). L'editor, en termes violents, va rebutjar aquella obra, que va qualificar de perjudicial per a la seva reputació, ja que contradeia la imatge que s'havia creat de Verne. La novel·la va quedar abandonada i no es va publicar fins a l'any 1994 per les editorials Hachette i le Cherche midi.
A partir del 27 de febrer del 1863, Jules Verne és admès com a membre de la Societat dels autors i compositors dramàtics. El 4 d'octubre del 1863, el seu amic Nadar el convida a l'enlairament del globus Géant, un esdeveniment que té lloc al Camp de Mart de París. El 26 de desembre del 1863, publica al diari Musée des familles un article anomenat «À propos du Géant» on relata l'experiència de Nadar en relació amb el globus. El fotògraf, en aquella època, crea juntament amb Gabriel de La Landelle la Societat per al foment de la locomoció aèria amb aeronaus més pesades que l'aire, i Jules Verne en serà el censor.
En aquesta època, descobreix l'univers d'Edgar Allan Poe a partir de les traduccions de Charles Baudelaire. L'escriptor nord-americà el fascina de tal manera que li dedica el sol estudi literari que escriurà, «Edgard Poe et ses œuvres», publicat l'abril de 1864 al diari Musée des familles.
Precisament en aquest any (1864) publica la novel·la Les Aventures du capitaine Hatteras, una obra que en primer lloc va publicar a la revista Magasin d'éducation et de récréation en dues parts: Les Anglais au Pôle Nord (publicat del 20 de març del 1864 al 20 de febrer del 1865) i Le Désert de glace (del 5 de març al 5 de desembre del 1865) abans d'editar-se en un únic volum (26 de novembre de 1866) titulat Voyages et aventures du Capitaine Hatteras. Hetzel anuncia públicament les ambicions literàries i educatives que es proposa transmetre amb les novel·les de Verne i en un pròleg afirma que les obres de Verne formaran un cicle novel·lístic anomenat "Viatges Extraordinaris". De fet, Les Aventures du capitaine Hatteras serà el primer títol que portarà aquesta denominació. També explica que l'objectiu de Verne era «resumir tot el coneixement geogràfic, geològic, físic i astronòmic de la ciència moderna i relatar la història de l'univers d'una manera pròpia que fos més entretinguda i pintoresca».
A partir del novembre de 1864, la publicació de Voyage au centre de la Terre (Viatge al centre de la Terra), edició original en dimensió In-18 el 25 de novembre del 1864 i posteriorment en octau el 13 de maig del 1867, va seguir de ben a prop Hatteras. Aquestes primeres tres novel·les de Jules Verne són un èxit total. D'aquesta manera, es pot permetre abandonar la borsa i traslladar-se al número 39 del carrer de La Fontaine, a Auteuil, en un domicili molt més ampli on la família pot convidar els coneguts.
L'octubre de 1865 decideix llogar una casa a Le Crotoy, així que s'instal·la en una dependència de la propietat Millevoye. En aquells moments, es troba en plena redacció de dues obres: Géographie illustrée de la France et de ses colonies i Vingt mille lieues sous les mers (Vint mil llegües de viatge submarí). D'aquesta manera, Honorine, Suzanne, Valentine i Michel poden gaudir dels avantatges de banyar-se al mar.
El 16 de març del 1867, en companyia del seu germà Paul Verne, embarca a bord del Great Eastern a Liverpool, amb destí als Estats Units. Aquesta travessia l'inspirarà i l'any 1870 publicarà Une ville flottante.
El seu pare, Pierre Verne, mor el 3 de novembre del 1871 a Nantes a causa d'un infart. Jules Verne assisteix al funeral i després torna a Amiens per submergir-se en l'escriptura de Le Tour du monde en 80 jours (La volta al món en vuitanta dies). Freqüenta la biblioteca de la Societat industrial, on es pot documentar gràcies a l'important fons de revistes científiques de què disposa i el 8 de març del 1872 és elegit membre titular de l'Académie des sciences, des lettres et des arts d'Amiens «per unanimitat». Contràriament al costum habitual, en lloc de fer un discurs de recepció llegeix un passatge de la seva propera novel·la, Le Tour du monde en 80 jours, que publicaria l'any 1872. Tant l'any 1875 com el 1881, n'és elegit director. En canvi, en aquestes dues ocasions, especialment en la de l'any 1875, elabora diversos discursos de recepció per un dels seus amics, el caricaturista Gédéon Baril, que l'any 1881 realitzarà les il·lustracions de Dix heures en chasse per a Hetzel. Jules Verne llegeix aquesta narració curta el 18 de desembre del 1881 en una sessió pública a l'Académie d'Amiens i Hetzel en publica la versió revisada just després de Rayon vert.
A partir del juny 1867, l'Acadèmia Francesa premia la revista Magasin d'Éducation et de Récréation amb el Premi Montoyon. Ell mateix, a títol individual, rebrà el mateix premi l'any 1872 pel conjunt de Cinq semaines en ballon, Voyage au centre de la terre, Vingt-mille lieues sous les mers, De la Terre à la Lune (De la Terra a la Lluna) i Autour de la Lune (Al voltant de la Lluna) i en la reunió de l'Acadèmia Francesa del 8 d'agost del 1872 es va premiar al conjunt de totes les obres de Jules Verne publicades per Hetzel fora de la revista Magasin d'Éducation et de récréation. En aquesta ocasió, M. Patin, secretari perpetu de l'Acadèmia, va fer aquest elogi a Jules Verne: «Les meravelles dels contes de fades ara han quedat reemplaçades per un nou món, un món que inclou les nocions més recents de la ciència».
Del 6 de novembre al 22 de desembre del 1872 publica Le Tour du monde en 80 jours al diari Le Temps, obra que Hetzel aquell mateix any també publica en un sol volum.
A finals del novembre de 1877, Honorine Verne, que cada dimecres al vespre organitzava esdeveniments socials privats, va ser víctima d'abundants metrorràgies que gairebé li van provocar la mort. Es va salvar gràcies a una transfusió de sang, un cas raríssim en aquella època, però en va tornar a patir el desembre del 1879. Per aquest motiu, no va poder assistir al ball de disfresses que organitzava Jules Verne sobre la temàtica «Viatge a la lluna» per presentar el seu fill i les seves fillastres a la burgesia d'Amiens. Entre altres personalitats i els més de set-cents convidats, hi és present Nadar, l'amic que el va inspirar a crear el personatge de Michel Ardan, el protagonista de les novel·les De la Terre à la Lune i Autour de la Lune, disfressat del seu mateix personatge.
Del juny a l'agost de 1878, Jules Verne navega de Lisboa a Alger a bord del Saint-Michel III i, posteriorment, el juliol de 1879, a Escòcia i Irlanda. L'any 1881, viatja en creuer juntament amb el seu germà petit, Paul Verne; el seu nebot, Gaston, i Robert Godefroy viatgen en un creuer i visiten el mar del Nord, Països Baixos i Alemanya i, finalment, el canal de l'Eider, Kiel i el mar Bàltic fins a arribar a Copenhaguen. Paul Verne, que li feia de conseller marítim en moltes de les seves novel·les, escriu la narració d'aquest últim viatge i Hetzel publica la novel·la l'any 1881 titulada De Rotterdam à Copenhague, que és la segona part de La Jangada, tot i que sol·licita que Jules Verne la revisi abans de la publicació.
L'any 1884 decideix fer un gran creuer pel Mediterrani. El Saint-Michel III salpa de Nantes el 13 de maig. A bord, hi ha Paul Verne i el seu fill, Maurice Verne (1862-1947), encarregat de la presa de notes; Robert Godefroy; Edgar Raoul-Duval; Michel Verne, fill de Jules Verne, i Louis-Jules Hetzel, fill de Pierre-Jules Hetzel. La nau arriba a Vigo el 18, a Lisboa el 23 i creuen Gibraltar el 25 de maig. A Oran, Verne es retroba amb Honorine, la seva dona, i és rebut per la Societat de geografia de la ciutat. Els diaris li dediquen nombrosos articles. Passen una tempesta a prop de Malta, visiten Sicília, Siracusa, Nàpols i Pompeia. Des d'Anzio, el grup viatja en tren fins a Roma. El 7 de juliol, el papa Lleó XIII rep Verne en una audiència privada. Després, coneix Lluís Salvador d'Àustria-Toscana, amb qui estableix una relació epistolar que durarà fins a la mort de l'escriptor. Dos mesos després de l'inici del viatge, Verne torna a Amiens. Aquest viatge l'inspira en la redacció de Mathias Sandorf, que es publica al diari Le Temps del 16 de juny al 20 de setembre de 1883.
1. (1863) Cinq semaines en ballon (Cinc setmanes en globus)
2. (1866) Voyages et aventures du capitaine Hatteras
3. (1864) Voyage au centre de la Terre (Viatge al centre de la terra)
4. (1865) De la terre à la lune (De la Terra a la Lluna)
5. (1867-68) Les Enfants du capitaine Grant (Els fills del capità Grant)
6. (1869-70) Vingt mille lieues sous les mers (Vint mil llegües de viatge submarí)
7. (1870) Autour de la lune (Al voltant de la lluna)
8. (1871) Une ville flottante
9. (1872) Aventures de trois Russes et de trois Anglais
10. (1873) Le Pays des fourrures
11. (1873) Le Tour du Monde en quatre-vingts jours (La volta al món en vuitanta dies)
12. (1874-75) L'Île mysterieuse (L'illa misteriosa)
13. (1875) Le Chancellor
14. (1876) Michel Strogoff (Miquel Strogoff)
15. (1877) Hector Servadac
16. (1877) Les Indes noires
17. (1878) Un capitaine de quinze ans (Un capità de quinze anys)
18. (1879) Les Cinq Cents Millions de la Bégum (Els cinc-cents milions de la Princesa India)
19. (1879) Les Tribulations d'un chinois en Chine (Les trifulges d'un xinés a la Xina)
20. (1880) La Maison à vapeur
21. (1881) La Jangada
22. (1882) L'École des Robinsons (Escola de Robinsons)
23. (1882) Le Rayon vert
24. (1883) Kéraban-le-têtu
25. (1884) L'Étoile du sud (L'estrella del Sud)
26. (1884) L'Archipel en feu
27. (1885) Mathias Sandorf
28. (1886) Un billet de loterie
29. (1886) Robur-le-Conquérant
30. (1887) Nord contre Sud
31. (1887) Le Chemin de France
32. (1888) Deux Ans de vacances (Dos anys de vacances)
33. (1889) Famille-sans-nom
34. (1889) Sans dessus dessous
35. (1890) César Cascabel
36. (1891) Mistress Branican
37. (1892) Le Château des Carpathes (El castell dels Carpats)
38. (1892) Claudius Bombarnac
39. (1893) P’tit-Bonhomme
40. (1894) Mirifiques Aventures de Maître Antifer
41. (1895) L'Île à hélice
42. (1896) Face au drapeau
43. (1896) Clovis Dardentor (Clovis Dardentor)
44. (1897) Le Sphinx des glaces (L'esfinx del glaç)
45. (1898) Le Superbe Orénoque
46. (1899) Le Testament d'un excentrique
47. (1900) Seconde Patrie
48. (1901) Le Village aérien[65]
49. (1901) Les Histoires de Jean-Marie Cabidoulin
50. (1902) Les Frères Kip
51. (1903) Bourses de voyage
52. (1904) Un drame en Livonie
53. (1904) Maître du monde (Amo del món)
54. (1905) L'Invasion de la mer
55. (1994) Paris au XXe siècle (escrita l'any 1863, però no fou publicada fins al 1994)

## Adaptacions al cinema
Les obres de Jules Verne han inspirat moltes pel·lícules des de pràcticament el naixement del cinema. Moltes de les seves novel·les més famoses van rebre adaptacions franceses, nord-americanes, alemanyes i soviètiques durant les dècades dels anys 20, 30 i 40 del segle passat, tot i que possiblement les pel·lícules més conegudes són adaptacions nord-americanes dels anys 50 i 60 com, per exemple, la producció de Disney Vint mil llegües de viatge submarí (1954), o La volta el món en vuitanta dies (1956), que va guanyar l'Oscar a la millor pel·lícula. Més recentment, una altra adaptació de La volta al món en vuitanta dies (1984) va guanyar cinc Oscars.
S'han adaptat al cinema un total de 33 novel·les de Jules Verne, amb un resultat de 95 pel·lícules diferents, sense tenir en compte les sèries de televisió. Les obres que s'han adaptat més vegades han estat Miquel Strogoff (16 vegades), Vint mil llegües de viatge submarí (9 vegades) i Viatge al centre de la Terra (6 vegades).

### Principals pel·lícules
- Le Voyage dans la Lune de 1902, dirigida per Georges Méliès.
- L'illa misteriosa de 1951, dirigida per Spencer Gordon Benet i protagonitzada per Richard Crane.
- Vint mil llegües de viatge submarí de 1954, dirigida per Richard Fleisher amb Kirk Douglas en el paper de Ned i James Mason com el capità Nemo.
- Michel Strogoff de 1956, dirigida per Carmine Gallone amb Curd Jurgens com a Michel Strogoff.
- La volta al món en vuitanta dies de 1956, dirigida per Michael Anderson amb David Niven com Phileas Fogg i Cantinflas en el paper de Passepartout.
- De la Terra a la Lluna de 1958, dirigida per Byron Haskin amb Joseph Cotten, Debra Paget i George Sanders.
- Viatge al centre de la Terra de 1959, dirigida per Henry Levin i protagonitzada per James Mason.
- Amo del món de 1961, dirigida per William Witney i protagonitzada per Vincent Price.
- L'illa misteriosa de 1961, dirigida per Cy Endfield amb Michael Craig de protagonista.
- Els fills del capità Grant de 1962, dirigida per Robert Stevenson i amb Maurice Chevalier, George Sanders i Hayley Mills com a protagonistes.
- Cinc setmanes en globus de 1962, dirigida per Irwin Allen amb Rod Buttons.
- La llum de la fi del món de 1971, dirigida per Kevin Billington i interpretada per Kirk Douglas, Yul Brynner i Fernando Rey.
- Vint mil llegües de viatge submarí de 1997, dirigida per Rod Hardy i interpretada per Michael Caine, Bryan Brown, Patrick Dempsey i Mía Sara.
- La volta al món en 80 dies de 2004, dirigida per Frank Coraci, produïda per The Walt Disney Company amb Jackie Chan.
- L'illa misteriosa de Jules Verne de 2005, dirigida per Russell Mulcahy i interpretada per Kyle MacLachlan, Patrick Stewart i Gabrielle Anwar.
- Viatge al centre de la Terra de 2008, dirigida per Eric Brevig i interpretada per Brendan Fraser, Josh Hutcherson i Anita Briem.